# Lathromeroidea nigra
Lathromeroidea nigra är en stekelart som beskrevs av Girault 1912. Lathromeroidea nigra ingår i släktet Lathromeroidea och familjen hårstrimsteklar. Inga underarter finns listade i Catalogue of Life.